# فاضل السوداني
فاضل السوداني وهو فاضل حسين سرحان محمد السوداني مواليد (المسيب /بابل /العراق (1956/7/1)) لاعب كمال أجسام عراقي حاز على بطولة العراق في 1973 للناشئة حيث أحرز المركز الأول.
وقد حصل قبلها على بطولات عديدة منها:
1. المركز الأول في لواء بابل.
2. المركز الأول في الفرات الأوسط حيث أقيمت المسابقة في النجف.
بعدما نال فاضل السوداني بطولة العراق لكمال الأجسام اعتزل الرياضة في 1974 م
وبعدها أكمل السادس الإعدادي ودخل كلية العلوم العسكرية وتخرج ضابطاً في الـ 1978 م ، وحصل على عدة كتب شكر وتكريمات وتقاعد في 1995م
الحياة الرياضية

## الحياة العسكرية
بعدما أعتزل بطلنا كمال الأجسام في 1974 أختط السوداني لنفسه طريق الجيش فركب السلك العسكري وداوم في معسكرات ووحدات عسكرية عديدة وكثيرة كان أولها عند تعيينه في 1978 في العاصمة بغداد ومن ثم في المناطق الشمالية والجنوبية وكرم السوداني وحصل على كتب شكر وترقيات عديدة .

## الحياة المدنية
تقاعد السوداني في 1995. وعمل بعدة أعمال حرة آخرها بائع لبدلات الأعراس النسائية في العاصمة بغداد.